# 索泽
索泽（法語：Sauzet，法語發音：[sozɛ]）是法国德龙省的一个市镇，位于该省西南部，蒙特利马尔市区东北，属于尼永斯区。

## 地理
索泽（44°36'9"N, 4°49'7"E）面积19.19 平方千米，位于法国奥弗涅-罗讷-阿尔卑斯大区德龙省，该省份为法国东南部内陆省份，北起顺时针与伊泽尔省、上阿尔卑斯省、上普罗旺斯阿尔卑斯省、沃克吕兹省和阿尔代什省接壤。
与索泽接壤的市镇（或旧市镇、城区）包括：拉巴蒂罗朗、鲁比永河畔邦略、孔迪亚克、拉洛皮、雅布龙河畔蒙布谢、蒙特利馬爾、圣马塞尔莱索泽、萨瓦斯。

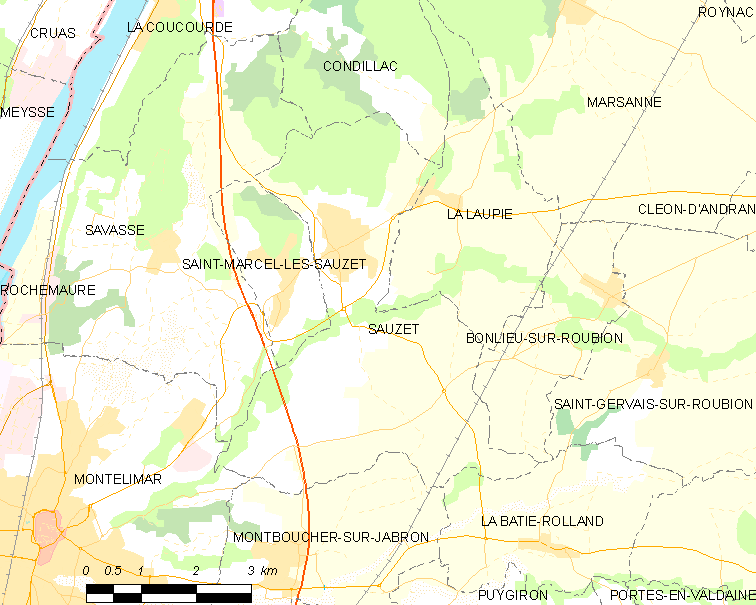
索泽的OSM定位图

索泽的时区为UTC+01:00、UTC+02:00（夏令时）。

## 行政
索泽的邮政编码为26740，INSEE市镇编码为26338。

## 政治
索泽所属的省级选区为迪约勒菲县。

## 人口

1962-2008年间索泽人口变化图示

索泽于2022年1月1日时的人口数量为1834人。